# Graptopetalum superbum
Graptopetalum superbum (Kimnach), Acevedo-Rosas & Cházaro es una especie de planta suculenta de la familia de las crasuláceas.

## Distribución y Hábitat
Graptopetalum superbum es nativa  de México en el estado de Jalisco, es una planta endémica descrita inclusive antes de conocerse su hábitat natural. El primer ejemplar descrito había sido cultivado en los Estados Unidos gracias a un ejemplar que llegó por azar a un vivero en California, EE. UU. proveniente desde Jalisco, México, el cual fue adquirido a su vez en una venta de cosas de segunda mano de una casa, tras el fallecimiento de su dueña, que entre otras cosas era aficionada a las plantas.

## Descripción
Planta glabra de tallos ramificados desde la base, escamosos, suberectos a semidecumbentes, de 20 cm o más de largo. Hojas de 4 a 6 cm de largo y 2 a 2,5 cm de ancho, de color rosa a gris-violeta, glaucas, pruinosas, oblongo-obovadas, con un mucrón deltoide largo y ancho. Todas las estructuras desde los tallos hasta los sépalos están cubiertos de cera (pruina). De 3 a 4 tallos florales por roseta, de hasta 4 dm de largo, con ramas. Flores de hasta 4 mm de largo, una vez abierta miden 16 mm de diámetro, amarillo-verdosas con manchas de color marrón rojizo.

## Cultivo
Necesidades de riego: Moderadas necesidades de agua. Propagación: por semillas, tallo y estaquillas foliares. Protegerla de la lluvia para que mantenga la capa de cera en sus estructuras. Requiere de buena iluminación para adquirir su bello color.

## Taxonomía
Graptopetalum superbum fue descrita en 1987 a partir de ejemplares cultivados. Hasta 1992 fue publicado el descubrimiento de su hábitat en el municipio de Juchitlán, Jalisco.  Dejó de ser subespecie de G. pentandrum en 2003. 

## Etimología
Graptopetalum: nombre genérico que deriva de las palabras griegas: γραπτός ( graptos ) para "escritos", pintados y πέταλον (petalon) para "pétalos" donde se refiere a los generalmente pétalos manchados.
superbum: latín que significa soberbio, por el tamaño de sus rosetas y largo de los tallos florales.